# 卡尔萨达德卡拉特拉瓦
卡尔萨达德卡拉特拉瓦，是西班牙卡斯蒂利亚-拉曼恰雷阿尔城省的一个市镇。 总面积411平方公里，总人口4574人（2001年），人口密度11人/平方公里。